# Зёммеринг, Самуэль Томас
Самуэль Томас Зёммеринг (нем. Samuel Thomas von Soemmering; 28 января 1755, Торн — 2 марта 1830, Франкфурт-на-Майне) — немецкий анатом и физиолог.
Изучал медицину в Гёттингене, где получил степень доктора и в том же году стал профессором анатомии в Касселе, потом в Майнце; после закрытия этого университета он практиковал в Франкфурте-на-Майне, в 1804 году стал членом Академии наук в Мюнхене, в 1820 году он вернулся во Франкфурт, где и умер. Земмерингу принадлежит большое количество работ по различным отраслям анатомии.
Также он в 1809 году создал электрохимический телеграф. Гальваническая батарея на одной станции могла быть присоединена к любым двум из 35 проволок, соединявших обе станции; концы всех этих 35 проволок на другой станции были погружены в слабый раствор серной кислоты; при прохождении тока жидкость разлагалась им, и на одной из проволок выделялся кислород, а на другой — водород; каждой проволоке соответствовал какой-либо знак, буква или цифра, и, таким образом, сигнализация могла быть установлена на сравнительно больших расстояниях, до 10 000 фт. (около 3 км), что достигнуто было Земмерингом уже в 1812 году.

## Память
В 1935 г. Международный астрономический союз присвоил имя Самуэля Зёммеринга кратеру на видимой стороне Луны.